# ژان-پیر استوک
ژان-پیر استوک (فرانسوی: Jean-Pierre Stock‎؛ ۵ آوریل ۱۹۰۰ – ۲ اکتبر ۱۹۵۰) قایقران روئینگ اهل فرانسه بود.
وی در مسابقات کشوری و بین‌المللی در مجموع برندهٔ ۱ مدال طلا، ۱ مدال نقره شده‌است.